# Skörstorps distrikt
Skörstorps distrikt är ett distrikt i Falköpings kommun och Västra Götalands län.
Distriktet ligger sydost om Falköping.

## Tidigare administrativ tillhörighet
Distriktet inrättades 2016 och utgörs av socknen Skörstorp i Falköpings kommun.
Området motsvarar den omfattning Skörstorps församling hade vid årsskiftet 1999/2000.